# Sporobolus indicus
Espèce
Sporobolus indicus, la sporobole tenace, est une espèce de plantes monocotylédones de la famille des Poaceae, sous-famille des Chloridoideae, originaire des zones tropicales et subtropicales du continent américain. Ce sont des plantes herbacées vivaces, cespiteuses, rhizomateuses, aux tiges dressées pouvant atteindre 1 m de haut.
C'est une espèce envahissante qui s'est répandue dans de nombreuses régions tempérées chaudes ou tropicales du monde.

## Description

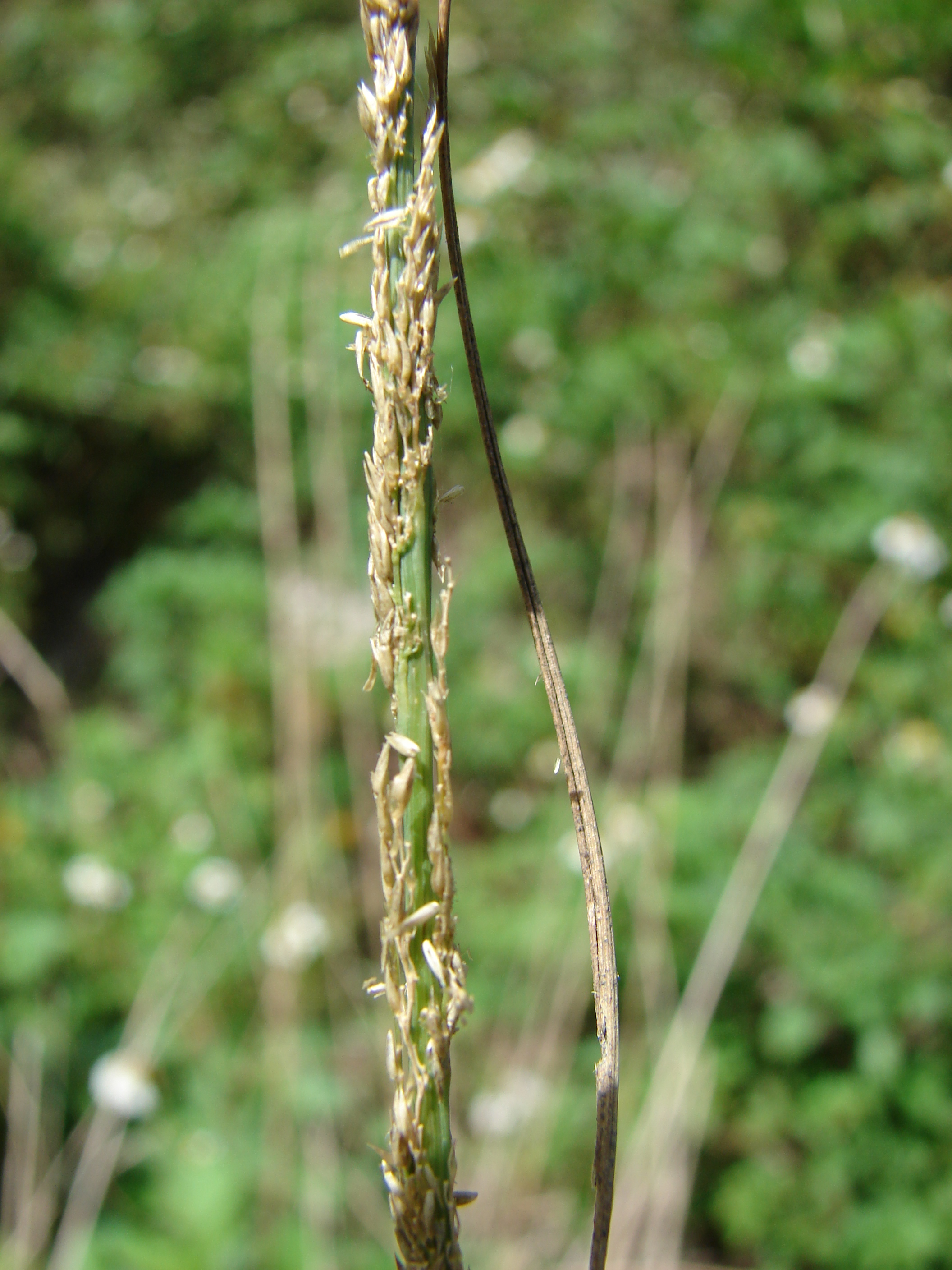
L'inflorescence au moment de la floraison.

Sporobolus indicus est une plante herbacée vivace, rhizomateuse, cespiteuse (poussant en touffes), pouvant dépasser un mètre de haut, très variable sur le plan morphologique. Ses tiges ou chaumes à section circulaire de 2 à 5 mm de diamètre, sont glabres, non ramifiées, fermes, robustes, dressées, plus ou moins raides, élancées, solitaires ou formant de petites touffes.
Les feuilles effilées jusqu'à la longue pointe filiforme, ont une gaine glabre, légèrement comprimée et carénée. Le limbe, linéaire, de 6 à 20 cm de long sur 3 à 5 mm de large, glabre, acuminé, à préfoliaison habituellement pliée ou enroulée, de couleur vert foncé, présente une ligule formée d'une ligne de poils très courts,.
La floraison a lieu de juin à octobre. L'inflorescence est une panicule spiciforme dense (faux épi), dressée ou penchée, de 6 à 20 cm de long sur 4 à 7 mm de diamètre. Cette panicule variable présente des ramifications primaires appliquées sur l'axe, ou lâches, ascendantes à étalées. Les épillets de 2 mm de long environ, très nombreux, apprimés et brièvement pédicellés, sont uniflores.
Les fleurs sont sous-tendues par des glumes inégales ou sub-égales d'environ 1 mm de long, la glume supérieure est aiguë. La lemme est subulée à aiguë, la paléole également aiguë présente deux nervures. Les fleurs comptent trois étamines.
Les grains, ou caryopses, d'environ 1 mm de long, sont rouge foncé,.

## Distribution et habitat

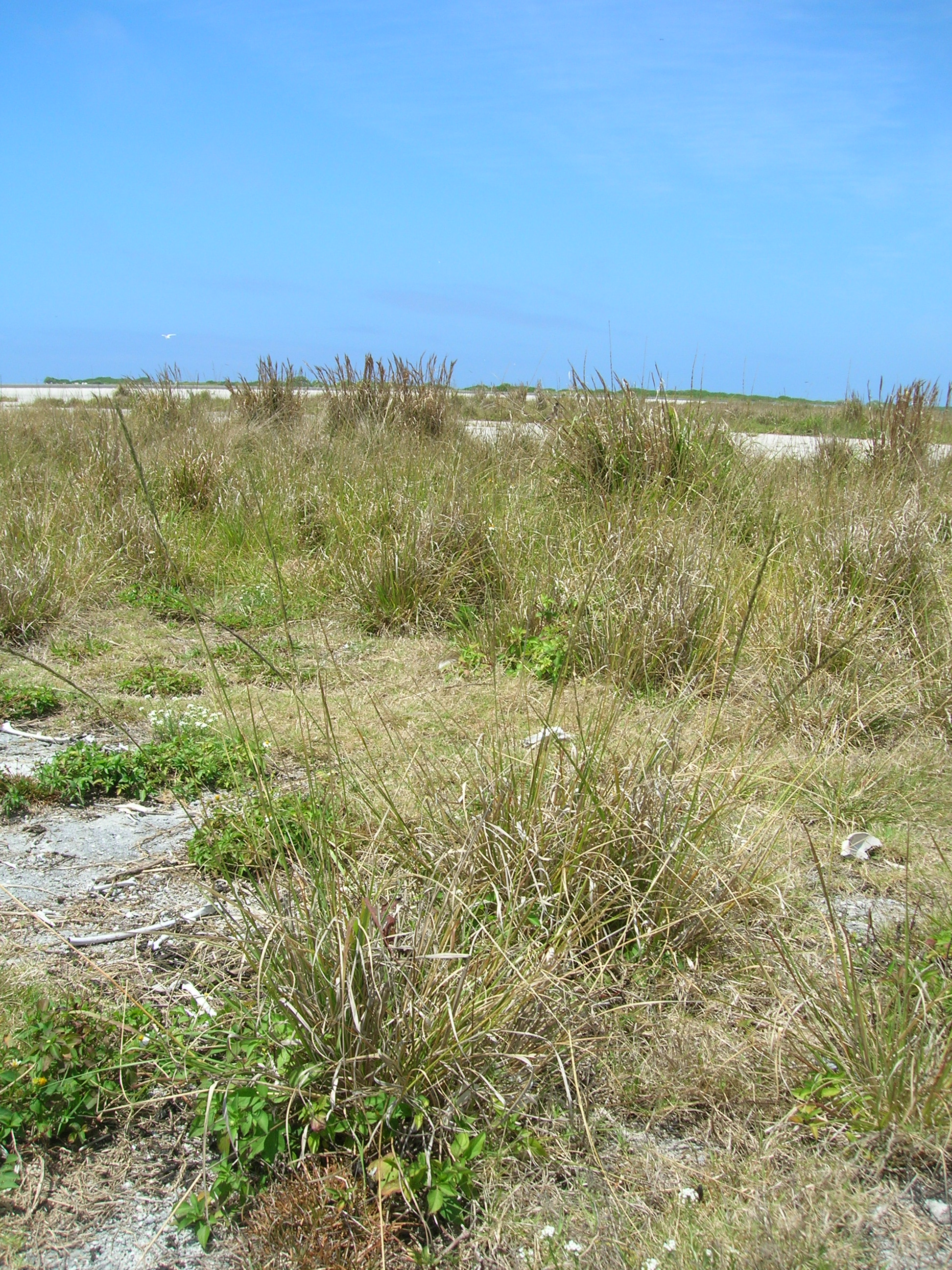
Peuplement de Sporolobus indicus dans l'atoll de Midway.

L'aire de répartition originelle de Sporobolus indicus se situe vraisemblablement en Amérique, depuis le sud des États-Unis (Alabama, Georgie, Floride, Louisiane, Mississippi, Caroline du Nord et du Sud, Texas, Virginie) et le Mexique, l'Amérique centrale (Belize, Costa Rica, Honduras, Nicaragua, Panamá, El Salvador, Guatemala, ) et les Caraïbes (Bahamas, Bermudes, Cuba, République dominicaine, Haïti, Jamaïque, Porto Rico, îles Sous-le-Vent, Trinité-et-Tobago, Turks-et-Caicos) jusqu'au sud de l'Amérique du Sud (Argentine, Bolivie, Brésil, Chili, Colombie, Équateur, Paraguay, Pérou,  Uruguay, Venezuela) ainsi que dans les îles Desventuradas et les Galápagos.
Cependant certains auteurs situent son origine en Afrique australe (à noter qu'une espèce voisine d'origine africaine (Sporobolus indicus var. capensis Engelm. ou Sporobolus africanus (Poir.) Robyns & Tournay) s'est également répandue dans les régions tropicales).
De nos jours, Sporobolus indicus a une répartition pantropicale, s'étendant aussi à des zones tempérées chaudes comme le sud de l'Europe. Elle a été introduite notamment dans divers États des États-Unis (Arkansas, Californie, Illinois, Kentucky,  Maryland, Michigan, Missouri, Oklahoma, Oregon, New Jersey, New York, Pennsylvanie, Tennessee), en Europe méridionale (Autriche, Bulgarie, Espagne, France, Grèce, Italie, Portugal), au Maroc, dans les îles de l'Atlantique (Ascension, Açores, Canaries, Madère, Gulf of Guinea Is.,), du Pacifique (Fidji, Hawaï, Nouvelle-Calédonie, Niue, Norfolk, îles de la Société) et de l'océan indien (Madagascar, Maurice, La Réunion) en Asie du Sud-Est (Assam, Bangladesh, Birmanie, Cambodge, Java, Laos, Philippines, Sumatra, Petites îles de la Sonde, Thaïlande, Viêt Nam), en Australie (Queensland) et en Nouvelle-Guinée.
En France, la sporobole tenace aurait été signalée pour la première fois vers 1882 à Bayonne. L'espèce se rencontre actuellement dans la moitié sud du pays et sur la côte Atlantique jusqu'en Bretagne. Elle est commune dans le Sud-Ouest.

## Noms vernaculaires
- Sporobole fertile, sporobole tenace, sporobole d’Inde[8].

## Taxinomie
Sporobolus indicus est l'espèce type du genre Sporobolus.
Certains auteurs placent Sporobolus indicus au sein d'un complexe d'espèces qui regroupe notamment les 11 espèces suivantes. Ces espèces, dont le statut taxinomique n'est pas clair, sont très similaires sur le plan morphologique. Des recherches cytogénétiques seraient nécessaires pour une meilleure compréhension de ce complexe au sein duquel on a relevé cinq nombres chromosomiques différents : 
- Sporobolus jacquemontii Kunth
- Sporobolus pyramidalis Beauv.
- Sporobolus natalensis (Steud.) Dur. & Schinz
- Sporobolus fourcadii Stent
- Sporobolus pellucidus Hoscht.
- Sporobolus olivaceus Napper
- Sporobolus quadratus W.D. Clayton
- Sporobolus africanus (Poir.) Robyns & Tournay
- Sporobolus fertilis (Steud.) W.D. Clayton
- Sporobolus indicus (L.) R. Br.
- Sporobolus minor Trin. ex Kunth

### Synonymes
Selon The Plant List (12 juin 2019) :
- Agrostis elongata Lam.
- Agrostis indica L. (basionyme[11])
- Agrostis orientalis Nees
- Agrostis tenacissima L. f.
- Andropogon intortum Crantz
- Paspalum lanceifolium Desv.
- Paspalum parviflorum Desv.
- Sporobolus angustus Buckley
- Sporobolus berteroanus (Trin.) Hitchc. & Chase
- Sporobolus exilis (Trin.) Balansa
- Sporobolus indicus f. africanoides Jovet & Guédès
- Sporobolus lamarckii Desv. ex Ham.
- Sporobolus orientalis (Nees) Kunth
- Sporobolus tenacissimus (L.f.) P.Beauv.
- Sporobolus tenacissimus auct.[12]
- Vilfa angusta Buckley
- Vilfa berteroana Trin.
- Vilfa elongata (Lam.) P.Beauv.
- Vilfa indica (L.) Trin. ex Steud.
- Vilfa orientalis Nees ex Trin.
- Vilfa tenacissima (L.f.) Kunth

### Liste des sous-espèces et variétés
Selon Tropicos (12 juin 2019) (Attention liste brute contenant possiblement des synonymes) :
- sous-espèces :
  - Sporobolus indicus subsp. indicus
  - Sporobolus indicus subsp. pallidiorus (T. Koyama) T. Koyama
  - Sporobolus indicus subsp. purpureosuffusus (Ohwi) T. Koyama
- variétés :
  - Sporobolus indicus var. andinus Renvoize
  - Sporobolus indicus var. capensis Engl.
  - Sporobolus indicus var. cinereo-viridis Baaijens
  - Sporobolus indicus var. creber (De Nardi) Veldkamp
  - Sporobolus indicus var. diander Jovet & Guédès
  - Sporobolus indicus var. diandrus (Retz.) Jovet & Guédès
  - Sporobolus indicus var. elongatus (R. Br.) F.M. Bailey
  - Sporobolus indicus var. exilis (Trin.) T. Koyama
  - Sporobolus indicus var. fertilis (Steud.) Jovet & Guédès
  - Sporobolus indicus var. flaccidus (Roth) Veldkamp
  - Sporobolus indicus var. indicus
  - Sporobolus indicus var. intermedius F.M. Bailey
  - Sporobolus indicus var. laxus (Nees) Stapf
  - Sporobolus indicus var. major (Buse) Baaijens
  - Sporobolus indicus var. pallidior T. Koyama
  - Sporobolus indicus var. pellucidus (Hochst.) Chiov.
  - Sporobolus indicus var. purpureosuffusus (Ohwi) T. Koyama
  - Sporobolus indicus var. pyramidalis (P. Beauv.) Veldkamp
  - Sporobolus indicus var. queenslandicus Veldkamp
  - Sporobolus indicus var. saxicola Sosef & Ngok